# ساخسي تبة
ساخسي تبة هي قرية في مقاطعة نقدة، إيران. يقدر عدد سكانها بـ 276 نسمة بحسب إحصاء 2016.